# Segugio maremmano
Il segugio maremmano o segugio maremmano da cinghiale è una razza canina proveniente dalla Maremma (Toscana), dove viene impiegato per la caccia al cinghiale e altri mammiferi. Il cane, di aspetto molto variabile, è stato selezionato non in base all'aspetto, ma solamente in base alla sua forza e abilità come cacciatore.
I maschi sono alti dai 49 cm. ai 55 cm. e le femmine dai 48 cm. ai 54 cm. Il peso è compreso tra i 18 kg ed i 25 kg. Il mantello è liscio, oppure ruvido, e si trova in colore nero, fulvo, oppure tigrato. Presenta 2 varianti di pelo: a pelo raso, a pelo forte.
Nel 2009, 6.600 esemplari sono stati registrati come fondatori della razza, che si piazza al terzo posto per numero di esemplari tra le varie razze canine presenti in Italia. Visto il numero di esemplari fondatori, ed i criteri usati per la selezione, questa razza possiede grande variabilità genetica, che si spera, possa contribuire a ridurre l'incidenza di malattie ereditarie..
La razza è stata riconosciuta recentemente riconosciuta da ENCI e FCI, nel 2018.